# Овчинникова, Елена Сергеевна
Елена Сергеевна Овчинникова (укр. Оле́на Сергі́ївна Овчи́нникова англ. Oléna Serhíyivna Ovchýnnikova; (род. 22 апреля 1987 года)) — украинская спортсменка, кикбоксер, боец ММА.

## Биография
Родилась 22 апреля 1987 года в Днепропетровске, Украинская ССР. Закончила Днепродзержинский колледж физической культуры, Львовский государственный университет физической культуры.
Многократная чемпионка[когда?] мира, Европы, Украины по кикбоксингу, тайскому боксу, К-1. Мастер спорта Украины международного класса по кикбоксингу (2011), мастер спорта украины международного класса по тайскому боксу муай-тай.

## Интересные факты
По версии портала theTHINGS.com Архивная копия от 9 июня 2020 на Wayback Machine Елена Овчинникова вошла в рейтинг 20 самых привлекательных девушек UFC.